# Scum
Scum (рус. Шлак) — дебютный студийный альбом английской грайндкор-группы Napalm Death, выпущенный 1 июля 1987 года на лейбле Earache Records. Диск считается первым классическим грайндкор-альбомом, а также альбомом оформившим грайндкор как музыкальное направление. По некоторым сведениям альбом разошёлся тиражом около 90 тысяч экземпляров только в Англии. Лирика альбома отличалась тематикой социальной и политической несправедливости.

## Об альбоме
Первая половина альбома (сторона «А») была записана за 50 фунтов стерлингов в студии Rich Bitch (Бирмингем, Англия) в августе 1986 года. Эта сторона изначально должна была стать частью сплит-альбома с английской кроссовер-трэш-группой Atavistic для лейбла Manic Ears Records (Бристоль, Англия). Сторона «Б» записывалась в той же студии в мае 1987 года, уже после смены состава (единственный музыкантом из прежнего состава Napalm Death остался Мик Харрис). В роли продюсера выступил владелец тогда ещё небольшого лейбла Earache Records Дигби Пирсонс. Записанный материал был выпущен Earache на аудиокассетах как единый альбом. Релиз состоялся в июле 1987 года.
Дизайн обложки альбома принадлежал товарищу Билла Стира по группе Carcass Джеффри Уолкеру, причём он существует в различных цветовых гаммах — оранжевой, золотой, синей, жёлтой, зелёной.
Композиция «You Suffer» была занесена в «Книгу рекордов Гиннесса» как самая короткая в мире песня — точная длительность этого трека составляет всего 1,316 секунды. В 1989 году эта песня была выпущена на сингле, бесплатно прилагавшемся к метал-сборнику Grindcrusher. Би-сайдом сингла стала столь же короткая композиция «Mega-Armageddon Death, pt.3» группы Electro Hippies. Этот сингл соответственно стал самым коротким в мире синглом.
Песня «Deceiver» — самая быстрая песня в мире по скорости исполнения (бласт-бит в ней исполняется на скорость 20 ударов/сек или 1200 ударов/мин).

## Переиздания
На компакт-дисках альбом был издан в 1988-м году, но помимо Scum этот релиз включал в себя второй альбом группы — From Enslavement to Obliteration (1988), а также четыре бонуc-трека (в совокупности — 54 трека). Отдельно альбом был выпущен на дисках только в 1994 году.

## Отзывы
В 2005 году по версии читателей английского рок-журнала Kerrang! Scum был поставлен на 50-е место в списке лучших британских альбомов за всю историю. В 2006 он вошёл в американский список «Тысяча и один музыкальный альбом, который стоит прослушать, прежде чем вы умрёте». Наконец, в 2009 году Scum занял 5-е место в списке важнейших европейских грайндкор-альбомов, составленном английским журналом Terrorizer.
Журнал Revolver поставил Scum на 18 место в списке «20 величайших дебютных альбомов всех времён» и написал: «Альбом Scum группы Napalm Death стал не просто дебютом группы, но и отправной точкой целого жанра. До них были и другие группы, которые пытались собрать всё по кусочкам, но Napalm Death стали первыми, кто завершил головоломку грайндкора».

## Список композиций
| №   | Название                     | Длительность |
| --- | ---------------------------- | ------------ |
| 1.  | «Multinational Corporations» | 1:06         |
| 2.  | «Instinct of Survival»       | 2:26         |
| 3.  | «The Kill»                   | 0:23         |
| 4.  | «Scum»                       | 2:38         |
| 5.  | «Caught... in a Dream»       | 1:47         |
| 6.  | «Polluted Minds»             | 0:58         |
| 7.  | «Sacrificed»                 | 1:06         |
| 8.  | «Siege of Power»             | 3:59         |
| 9.  | «Control»                    | 1:23         |
| 10. | «Born on Your Knees»         | 1:48         |
| 11. | «Human Garbage»              | 1:32         |
| 12. | «You Suffer»                 | 0:01         |

| №   | Название                  | Длительность |
| --- | ------------------------- | ------------ |
| 13. | «Life?»                   | 0:43         |
| 14. | «Prison Without Walls»    | 0:38         |
| 15. | «Point of No Return»      | 0:35         |
| 16. | «Negative Approach»       | 0:32         |
| 17. | «Success?»                | 1:09         |
| 18. | «Deceiver»                | 0:29         |
| 19. | «C.S.»                    | 1:14         |
| 20. | «Parasites»               | 0:23         |
| 21. | «Pseudo Youth»            | 0:42         |
| 22. | «Divine Death»            | 1:21         |
| 23. | «As the Machine Rolls On» | 0:42         |
| 24. | «Common Enemy»            | 0:16         |
| 25. | «Moral Crusade»           | 1:32         |
| 26. | «Stigmatized»             | 1:03         |
| 27. | «M.A.D.»                  | 1:34         |
| 28. | «Dragnet»                 | 1:01         |

## Участники записи
Сторона «А»:
- Николас Буллен — вокал, бас
- Джастин Бродрик — гитара, вокал (на треке «Polluted Minds»)
- Мик Харрис — ударные

Сторона «Б»:
- Ли Дорриан — вокал
- Джим Уайтли — бас
- Билл Стир — гитара
- Мик Харрис — ударные, вокал